# Alo Dupikov
Alo Dupikov (Kehtna, 5 novembre 1985) è un calciatore estone, attaccante del JK Retro.

## Carriera

### Club
In carriera ha giocato complessivamente 6 partite nei turni preliminari delle competizioni UEFA per club (2 in quelli di Champions League e 4 in quelli di Europa League).

### Nazionale
Tra il 2009 ed il 2010 ha giocato complessivamente 5 partite nella nazionale estone.